# Mammillaria elongata

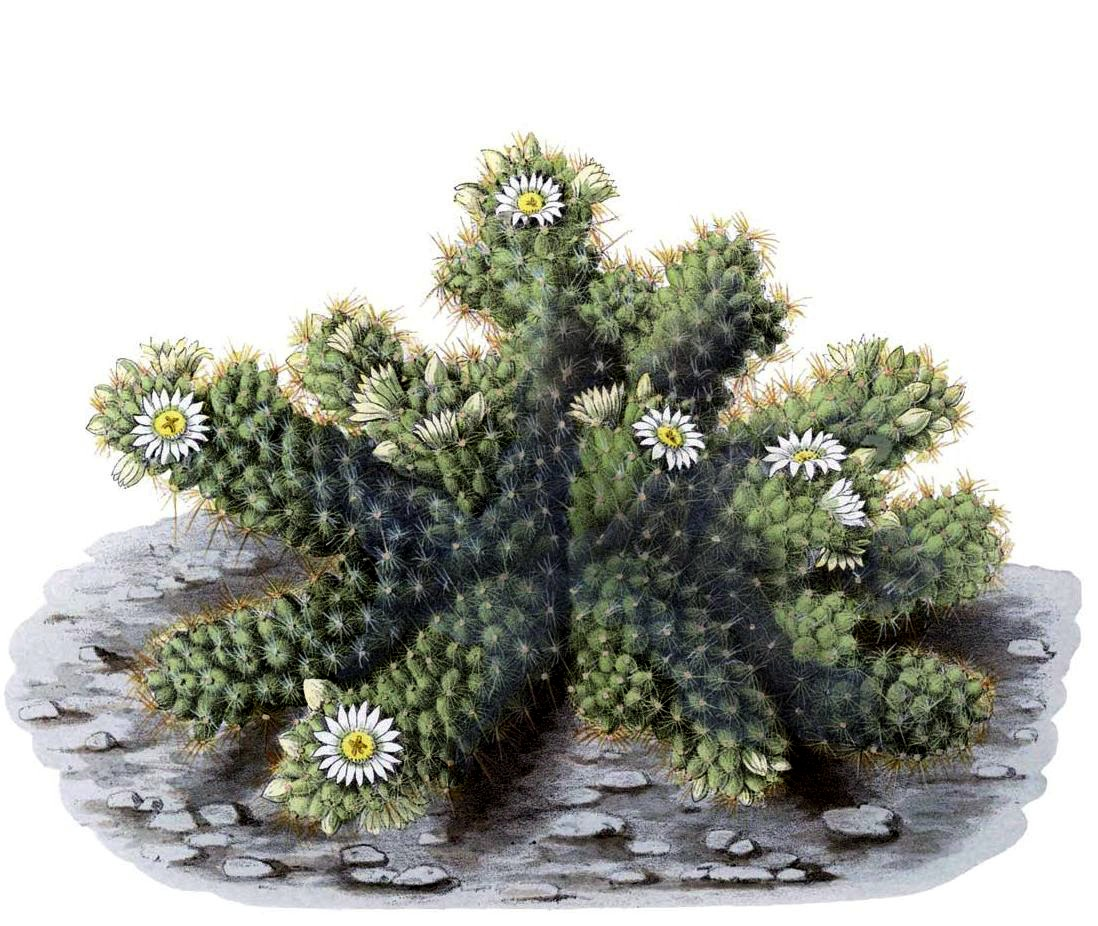
Mammillaria elongata Tafel 174 von 1921 aus Blühende Kakteen

Mammillaria elongata ist eine Pflanzenart aus der Gattung Mammillaria in der Familie der Kakteengewächse (Cactaceae). Das Artepitheton bedeutet verlängert.

## Beschreibung
Mammillaria elongata bildet Polster mit verlängert-zylindrischen Trieben, die 1 bis 3 Zentimeter im Durchmesser erreichen. Ihre Warzen sind schlank-kegelförmig, ihre Axillen (fast) kahl. Der Mitteldorn fehlt meistens, selten sind jedoch zwei gelbe bis bräunliche mit dunkler Spitze versehene Mitteldornen vorhanden, die zwischen 10 und 15 Millimeter lang sind. Die 10 bis 25 Randdornen sind weiß bis goldgelb, schlank und nadelartig. Sie haben eine Länge von 4 bis 9 Millimetern.
Die blassgelben bis etwas rosafarbenen Blüten sind bis 10 Millimeter lang und im Durchmesser. Die anfangs rosaroten Früchte werden später rot und enthalten braune Samen.

## Verbreitung, Systematik und Gefährdung
Mammillaria elongata ist in den mexikanischen Bundesstaaten Hidalgo, Guanajuato und Querétaro verbreitet.
Die Erstbeschreibung erfolgte 1828 durch Augustin-Pyrame de Candolle. Nomenklatorische Synonyme sind Cactus elongatus (DC.) Kuntze (1891), Neomammillaria elongata (DC.) Britton & Rose (1923), Chilita elongata (DC.) Orcutt (1926), Leptocladia elongata (DC.) Buxb. (1951), Leptocladodia elongata (DC.) Buxb. (1960) und Krainzia elongata (DC.) Doweld (2000).
Es werden zwei Unterarten unterschieden:
- Mammillaria elongata subsp. elongata:
Die Nominatform hat in der Regel keine Mitteldornen, vereinzelt zwei kurze.
- Mammillaria elongata subsp. echinaria (DC) D.R.Hunt:
Die Erstbeschreibung als Mammillaria echinaria erfolgte 1829 durch Augustin-Pyrame de Candolle.[1] David Richard Hunt stellte die Art 1997 als Unterart zu Mammillaria elongata.[2] Die Unterart hat zwei bis drei dunkel gefärbte Mitteldornen, die bis zu 1,5 Zentimeter lang werden.

In der Roten Liste gefährdeter Arten der IUCN wird die Art als „Least Concern (LC)“, d. h. als nicht gefährdet geführt.

## Nachweise